# Andrew V. McLaglen
Pour les articles homonymes, voir McLaglen.
Andrew V. McLaglen, né à Londres (Angleterre) le 28 juillet 1920, et mort à Friday Harbor, dans l'État de Washington aux États-Unis, le 30 août 2014, est un réalisateur anglo-américain.

## Biographie
Andrew McLaglen, fils de l'acteur britannique Victor McLaglen, a grandi sur les plateaux de cinéma où très jeune il fut amené à fréquenter John Wayne et John Ford. Après avoir travaillé comme assistant réalisateur sur quelques petits films, il est engagé par John Ford en tant qu'assistant réalisateur sur L'Homme tranquille (1952).
Après avoir assisté des réalisateurs comme Budd Boetticher ou William A. Wellman, McLaglen réalise son premier long-métrage, un film de gangster intitulé Man in the Vault (1956) dans lequel Anita Ekberg fait une brève apparition. Suit Légitime Défense en 1956 - un western de série B avec James Arness, Angie Dickinson et Harry Carey Jr. Il dirige ensuite son propre père dans The Abductors (en).
Il se tourne ensuite vers la télévision et dirige notamment plusieurs épisodes de Perry Mason et Rawhide.

En 1963, il revient au cinéma avec Le Grand McLintock, un western humoristique dans lequel il dirige de vieux collègues de John Ford, notamment John Wayne et Maureen O'Hara. Mais c'est surtout avec Les Prairies de l'honneur, un autre western nettement plus dramatique, qu'il obtient la notoriété, malgré des critiques très rudes l'accusant de copier John Ford. 
Jusqu'en 1973, il réalise principalement des westerns comme Rancho Bravo, au ton plutôt léger, ou Chisum, un western historique qui évoque la guerre du comté de Lincoln et le destin de Billy le Kid. La plupart ont dans le rôle principal John Wayne (cinq films) ou James Stewart (quatre films). 
Après Les Cordes de la potence, il se spécialise dans le film de guerre ou d'action (Les Oies sauvages, Les Loups de haute mer) et continue de diriger quelques grands noms du cinéma tels Charlton Heston, Richard Burton, Gregory Peck ou encore Roger Moore.
Il est l'un des rares réalisateurs, avec John Sturges et Don Siegel, à avoir dirigé John Wayne et Clint Eastwood.

## Filmographie partielle

### Assistant réalisateur
- 1945 : Love, Honor and Goodbye (en) d'Albert S. Rogell
- 1951 : La Dame et le Toréador (Bullfighter and the Lady) de Budd Boetticher
- 1952 : Wild Stallion (en) de Lewis D. Collins
- 1952 : L'Homme tranquille (The Quiet Man) de John Ford
- 1952 : Kansas Pacific de Ray Nazarro
- 1952 : Big Jim McLain d'Edward Ludwig
- 1953 : Les Pillards de Mexico (Plunder of the Sun) de John Farrow
- 1953 : Aventure dans le Grand Nord (Island in the Sky) de William A. Wellman
- 1954 : Écrit dans le ciel (The High and the Mighty) de William A. Wellman
- 1954 : Track of the Cat de William A. Wellman
- 1955 : L'Allée sanglante (Blood Alley) de William A. Wellman

### Réalisateur

#### Cinéma
- 1956 : Légitime Défense (Gun the Man Down)
- 1956 : Man in the Vault
- 1957 : The Abductors (en)
- 1960 : Les Pillards de la forêt (Freckles)
- 1963 : Le Grand McLintock (McLintock)
- 1965 : Les Prairies de l'honneur (Shenandoah)
- 1966 : Rancho Bravo (The Rare Breed)
- 1967 : Rentrez chez vous, les singes ! (Monkeys, Go Home !)
- 1967 : La Route de l'Ouest (The Way West)
- 1967 : Le Ranch de l'injustice (The Ballad of Josie)
- 1968 : La Brigade du diable (Devil's Brigade)
- 1968 : Les Feux de l'enfer (Hellfighters)
- 1968 : Bandolero !
- 1969 : Les Géants de l'Ouest (The Undefeated)
- 1970 : Chisum
- 1971 : Le Dernier Train pour Frisco (One More Train to Rob)
- 1971 : Le Rendez-vous des dupes (Fools' Parade)
- 1971 : Rio Verde (Something Big)
- 1973 : Les Cordes de la potence (Cahil U.S. Marshal)
- 1975 : Liquidez l'inspecteur Mitchell (Mitchell)
- 1976 : La Loi de la haine (The Last Hard Men)
- 1978 : Les Oies sauvages (The Wild Geese)
- 1979 : La Percée d'Avranches (Steiner - Das Eiserne Kreuz, 2. Teil)
- 1980 : Les Loups de haute mer (North Sea Hijack ou Ffolkes)
- 1980 : Le Commando de Sa Majesté (The Sea Wolves)
- 1983 : Sahara
- 1989 : Retour de la rivière Kwaï (Return from the River Kwai)
- 1991 : SAS : L'Œil de la veuve

#### Télévision
- 1956-1965 : Gunsmoke
- 1958-1960 : Perry Mason
- 1959-1962 : Rawhide
- 1964 : Le sourire du dragon (Le virginien, 2e saison)
- 1970-1978 : Le Monde merveilleux de Disney
- 1982 : Les Bleus et les Gris
- 1982 : Les Cavaliers de l'ombre (en) (The Shadow Riders)
- 1983 : Travis McGee (en)
- 1985 : Les Douze Salopards 2